# Ivan Bagramjan
Ivan Hristoforovič Bagramjan (ruski: Иван Христофорович Баграмян; arm. Հովհաննես Բաղրամյան; Çardaqlı, 2. prosinca 1897. – Moskva, 21. rujna 1982.), bio je sovjetski vojni zapovjednik i maršal Sovjetskog Saveza. Tijekom Drugog svjetskog rata, Bagramjan je bio prvi neslavenski vojni časnik koji je postao zapovjednik bojišta. Bio je između nekolicine Armenaca koji su se nalazili na visokim položajima u sovjetskoj vojsci tijekom rata.
Bagramjanovo iskustvo u vojnom planiranju na mjestu zapovjenika stožera omogućilo mu je da se istakne kao sposoban zapovjednik u ranom razdoblju sovjetskog protunapada protiv nacističke Njemačke. Prvo zapovjedno mjesto nad postrojbom dobio je 1942., a u studenome 1943. promaknut je na prestižnu dužnost zapovjednika 1. baltičkog bojišta. Kao zapovjednik Baltičkog bojišta, sudjelovao je u ofenzivi koja je izgurala njemačke snage iz baltičkih republika.
Nije se odmah nakon Oktobarske revolucije pridružio Komunističkoj partiji, već tek 1941., što je bio netipičan potez sovjetskog vojnog zapovjednika. Nakon rata, služio je kao izaslanik u Vrhovnom sovjetu ispred Latvijske i Armenske SSR. Također je bio redovni izaslanik na partijskim kongresima. Bio je kandidat za člana Centralnog komiteta KP SSSR-a 1952., no tek je 1961. postao puni član. Zbog svojih doprinosa tijekom sovjetskog Domovinskog rata, smatra se sovjetskim narodnim herojem, a takav status i danas je zadržao među Armencima.

## Mladost
Ivan Bagramjan rođen je u armenskoj obitelji u selu Çardaqlı, u blizini Gənce, tada poznatoj kao Jelizavetopolj u sastavu Ruskog Carstva. Hamazasp Babadžanjan, njegov sunarodnjak, budući vrhovni maršal sovjetskog oklopnog korpusa, rođen je u istom selu. Dok je Bagramjanov otac Hačatur odlazio raditi po cijeli dan na željezničkoj postaji u Jelizavetopolju, njegova majka Mariam je ostajala kući i brinula se za njihovih sedmero djece. Kako mu roditelji nisu mogli priskrbiti školovanje u mjesnoj gimnaziji, odlučili su ga poslati na novootvorenu dvogodišnju školu u Jelizavetopolju.
Maturiravši 1912., Bagramjan, koga su tada prozvali Vanjom, otišao je očevim stopama, kao i njegova braća, i odlučio se za posao na željeznici. Pohađao je trogodišnju željeznički tehnički institut u Tiflisu. Diplomirao je s počastima i predviđeno mu je da postane željeznički inženjer u nekoliko godina, no Prvi svjetski rat mu je promijenio život.

## Prvi svjetski rat
Bagramjan je bio svjetsan vojne situacije na Kavkaskom bojištu tijekom prvih mjeseci svjetskog rata. Zime 1914./15., Ruska carska vojska uspjela je oduprijeti se i odbaciti osmanlijsku vojsku u njihovoj ofenzivi u Sarıkamışu, te na kraju i prenijeti borbe na osmanlijsko područje. Bagramjan je počeo čitati i uznemiravajuća izvješća u ruskom tisku o onome što se događalo njegovim sunarodnjacima preko granice. Turci su počeli provoditi krvavu kampanju sustavnog istrebljivanja Armenaca u Osmanlijskom Carstvu. Očajnički je pokušao pridružiti se vojnim naporima, no kako je imao samo sedamnaest godina te kako je bio željeznički mehaničar, nije bio podoban za novačenje. No, to ga nije odvratilo od pokušavanja, kako je kasnije sam zabilježio: "moje je mjesto na bojišnici".
Prilika mu se ukazala 16. rujna 1915., kada je kao dobrovoljac prihvaćen u ruskoj vojsci. Raspoređen je u 116. pričuvnu bojnu i poslan u Akhaltsikhe na osnovnu obuku. Nakon okončane obuke u prosincu, pridružio se Drugoj kavkaskoj graničarskoj pukovniji Ruskog ekspedicijskog korpusa, koji je poslan da istjera Osmanlije iz Perzije. Bagramjan je sudjelovao u nekoliko bitaka u Asadabadu, Hamedanu i Kermanašahu, gdje su ruske pobjede odbacile osmanlijsku vojsku prema Anatoliji.
Kada je čuo za njihova postignuća, pukovnijski zapovjednik stožera, general Pavel Melik-Šahnazarjan, savjetovao je Bagramjanu da se vrati u Tiflis i upiše na Vojnu akademiju Praporšik. No, kako bi pohađao školu, Bagramjan je trebao zadovoljiti uvjet akademije o završenoj gimnaziji. To ga, međutim, nije zadržalo, pa je nakon priprema za tečajeve u Armaviru, položio ispite i počeo pohađati akademiju 13. veljače 1917. Diplomirao je u lipnju 1917. i bio raspoređen u Treću aremnsku pješačku pukovniju sa sjedištem kod jezera Urmija. Međutim, svrgavanjem Ruske privremene vlade u Oktobarskoj revoluciji 1917., ova je postrojba demobilizirana.
Ipak, nakon stvaranja mlade Demokratske Republike Armenije 1918., Bagramjan se zavojačio u 3. armensku pukovniju novonastalih oružanih snaga armenske države. Od 1. travnja 1918., to jest nakon što je Osmanlijsko Carstvo potpisalo Sporazum iz Brest-Litovska (3. ožujka 1918.) s Ruskom SFSR, Bagramjan je bio u 1. armenskoj konjičkoj pukovniji, koja je imala zadatak zaustaviti osmanlijsku 3. armiju koja je bila pred uzećem ostataka republike u Karaurganu, Sarıkamışu i Karsu. Bagramjan je sudjelovao u Bitci za Sardarapat u kojoj su armenske snage postigle ključnu pobjedu protiv turskih snaga. U pukovniji je ostao do svibnja 1920.

## Međuraće
Tri godine nakon što su boljševici svrgnuli Privremenu vladu u listopadu 1917., Crvena armija izvršila je invaziju na južnokavkaske republike, Azerbajdžansku Demokratsku Republiku, Demokratsku Republiku Gruziju i Armeniju. U svibnju 1920., Bagramjan je, uznemiren državnim društvenim i političkim uvjetima, sudjelovao u propalom ustanku protiv vlade Armenske revolucionarne federacije (Dašnakcutjun). Uhićen je i poslan na rad u poljima na nekoliko mjeseci, no dopušten mu je povratak u vojsku kad je izbio Tursko-armenski rat. No, u prosincu 1920. Armenija je bila sovjetizirana, a državna vojska kasnije raspuštena. Bagramjan se, međutim, odlučio pridružiti 11. sovjetskoj armiji gdje je postavljen za zapovjednika konjičke pukovnije.
Kako je život u Armeniji postao relativno stabilniji pod sovjetskom vlašću, Bagramajan je želio pronaći ženu koju je sreo nekoliko godina ranije, Tamaru Hamajakovnu. Tamara, koja je tada živila u Nahičevanu s obitelji, bila je udana za armenskog časnika koji je poginuo tijekom Tursko-armenskog rata, ostavivši je s jednogodišnjim sinom Movsesom. Bagramjan ju je posjetio te su odlučili vjenčati se krajem 1922. Uz Movsesa, koji se odlučio da postane slikar, imali su i kćer Margaritu, koja je kasnije postala liječnica. Tamara je umrla 1973.
Bagramjan je 1923. imenovan zapovjednikom Aleksandropoljske konjičke pukovnije, gdje je ostao do 1931. Dvije godine kasnije diplomirao je na Lenjingradskoj konjičkoj školi te, 1934., na Vojnoj akademii Mihaila Frunzea u Moskvi. U svojim memoarima, Petro Grigorenko, ukrajinski časnik koji je pohađao Frunzeovu akadmiju, opisao je Bagramjanov izbačaj s akademije od strane nadređenih kada su saznali da je bio član zabranjenog Dašnakcutjuna više od deset godina. Grigorenko je napisao da je Bagramjan, čekajući uhićenje, bio "duboko u depresiji, govoreći da samo želi da ga što ranije uhite da završi s tim." Grigorenko mu je savjetovao da podnese žalbu na uhidbeni nalog, što je Bagramjan i učinio, te je uz pomoć armenskog člana politbiroa, Anastasa Mikojana, uhibeni nalog opozvan, nakon čega je Bagramjan pristao na "rehabilitaciju". Od 1934. do 1936. Bagramjan je služio kao zapovjednik stožera 5. konjičke divizije, a od 1938. je radio kao viši instruktor i predavač na Vojnoj akademiji Sovjetskog generalskog zbora. U to vrijeme je sovjetski vođa Josif Staljin provodio Veliku čistku u kojoj su stradali brojni sovjetski časnici i veteranski zapovjednici. Dok su njegove kolege iz vojne akademije Andrej Jeremenko i Georgij Žukov bilježili uspon u karijeri, Bagramjan je ostao stagnirao.
Kada je 1940. general Žukov bio promaknut u zapovjednika Kijevskog vojnog okruga u Ukrajini, Bagramjan mu je napisao pismo tražeći da služi pod njegovim zapovjedništvom. Žukov je pristao te je u prosincu tražio njegovu pomoć u pisanju studije za zapovjednike sovjetskih vojnih okrgua. Bagramjanova studija Vođenje suvremene ofenzivne operacije navodno je impersionirala Žukova, pa je promaknuo Bagramjana na čelo Operacija za sovjetsku 12. armiju smještenu u Ukrajini. Međutim, nakon tri mjeseca, Bagramjan je, tada pukovnik, imenovan zamjenikom zapovjednika stožera Jugoistočnog bojišta sa stožerom u Kijevu.

## Drugi svjetski rat

### Ukrajina
U lipnju 1941. nacistička Njemačka je izvršila invaziju na Sovjetski Savez. Za razliku od drugih postrojbi koje su uhvaćene iznenađenima u ofenzivi, Bagramjan i njegov zapovjednik, general Mihail Kirponos, vjerovali su da je njemačka invazija neizbježna. Međutim, Kirponos je odlučio zanemariti Bagramjanovo gledište da će Nijemci primijeniti taktiku munjevitog Blitzkriega koje su primjenjivali u kampanjama u Poljskoj 1939. i Zapadnoj Europi 1940. Od zime 1939./40., Bagramjan je radio na osmišljavanju bojnog plana koji bi se primijenio protiv prijetnji iz zapadne Ukrajine, a koji je, uz brojne reivizije, odobren 10. svibnja 1940.
U jutro 22. lipnja, Bagramjan je imao zadatak da nadgleda prijevoz vojnog konvoja u Ternopilj. Kada je njegova kolona prolazila sovjetskim aerodromom kod grada Brodija, njemački zračni udari pogodili su zrakoplov na tlu. Nekoliko sati kasnije konvoj je stigao u Ternopilj nakon što je u dva navrata bio bombardiran. Tri dana nakon invazije, primijenjeni su planovi za protunapad, no deorganiziranost kod postrojbi dovela je do neuspjeha protunapada. Bagramjan je sudjelovao u velikim tenkovskim bitkama u zapadnoj Ukrajini i u obrambenim operacijama oko Kijeva u kojima je poginuo Kirponos, a cijela sovjetska bojišnica zarobljena. Bio je jedan od rijetkih viših časnika koji su izbjegli okruženje bojišnice.
Nakon toga, Bagramjan je imenovan zapovjednikom stožera maršala Semjona Timošenka te je, zajedno s budućim sovjetskim čelnikom, Nikitom Hruščovim, tada političkim časnikom, koorinirao borbama oko Rostova. U svojim memoarima, Hruščov je Bagramjana opisao kao "vrlo preciznu osobu koja je izvješćivala o svemu onako kako je bilo. Koliko postrobji smo imali, njihove položaje i opću situaciju".
Hruščov je podrobno opisao događaj kada je maršala Semjona Buđonija poslao čelnik odjela za operacije iz Moskve kao predstavnika STAVKE u Kijev da održi vojno suđenje Bagramjanu. Bagramjan se oštro usprotivio i izjavio da, ako je nesposoban stožerni časnik, dobije zapovjedanje postrojbom. Na Bagramjanovo čuđenje, Buđoni ga je pokušao uvjeriti da pristane na svoje smaknuće. Hruščov je zabilježio da je rasprava izazvana samovoljno i dogodila se nakon "obilne gozbe s konjakom" i da "u to vrijeme nisu shvaćali takvu vrstu razgovora ozbiljnom". Prema njemu, ipak je u to vrijeme sovjetska vojska bila posebno sumnjičava prema ljudima u njezinim redovima, sueći da se tamo nalaze "narodni neprijatelji... svugdje, a posebno u Crvenoj armiji.
Bagramjan je imao značajnu ulogu u planiranju sovjetskog protunapada protiv Nijemaca, uključujući i značajan pomak kojeg su napravile sovjetske snage u prosincu tijekom Bitke za Moskvu, te je zbog toga promaknut u generala poručnika. Istog mjeseca imenovan je zapovjednikom stožera skupine za vojne operacije koja je nagledala tri armijske skupine: Južnu, Jugoistočnu i Brjansko bojište. U ožujku 1942., zajedno je s Hruščovim i Timošenkom otišao u Moskvu predstaviti Staljinu planove novog protunapada u ukrajinskom gradu Harkivu. Staljin, oduševljen planom, odobrio je operaciju, pa je 8. travnja Bagramjan promaknut u zapovjednika stožera Jugoistočnog bojišta. Vojske Jugoistočnog bojišta 12. svibnja 1942. napale su Harkiv, no pokretanje napada dogodilo se u nezgodnom trenutku pošto su napadali iz prevlake kod Barvenkova koju su njemačke snage gotovo okružile.
Iako su sovjetske snage u početku bile uspješne u oslobađanju Harkiva, našle su se u njemačkoj zamci nakon što je opkoljeno Barvenkovo. Bagramjan je 18. svibnja tražio od Timošenka promjenu plana, no Timošenko je zajedno sa Staljinom odbio odobriti njegov zahtjev. Sovjetski gubitci bili su veliki pošto su 6., 9. i 57. armija (približno 18-20 divizija), koje su činile veliki udio Jugoistočnog bojišta, bile uništene, a Bagramjana je STAVKA 28. lipnja otpustila s dužnosti. Prema Hruščovu, Bagramjan je bio toliko razočaran ogromnim gubitcima ljudstva da je nakon otkazivanja operacije "briznuo u plač. Slomili su mu se živci... Jecao je zbog naše [sovjetske] vojske." Kako je smatran odgovornim za neuspjeh operacije i "loš rad osoblja", degradiran je u zapovjenika stožera sovjetske 28. armije. Nekoliko dana kasnije, napisao je pismo Staljinu tražeći da "služi na bojištu u bilo kojem svojstvu, bez obzira na skromnost." Britanski vojni povjesničar John Erickson drži da je Bagramjana Staljin nepravedno žrtvovao u pokušaju da "lovi krivce" za loše upravljanje operacijom.

### 16. armija
Iako nikada nije vodio borbenu postrojbu do rata, Bagramjan je prvo zapovjedništvo nad armijom dobio na Zapadnom bojištu, pošto su njegovi nadređeni, osobito maršal Žukov, bili impresionirani njegovim vještinama i mogućnostima kao stožernog časnika. Žukov ga je, uz odobrenje STAVKE, postavio za zapovjednika 16. armije (srpnja 1942. – travnja 1943.), mijenjajući ga za dotadašnjeg zapovjednika Konstantina Rokosovskog koji je dobio zapovjedništvo nad Brjanskim bojištem. Šesnaesta armija prenijela je svoje postrojbe u 5. armiju, a njezino zapovjedničko osoblje premješteno je u drugi ešalon Zapadnog bojišta gdje je Armija preuzela zapovjedništvo nad dijelom postrojbi 10. armije i njezine obrambene položaje. No, 11. kolovoza, njemačke snage pokrenule su iznenađujući napad na južno krilo Zapadnog bojišta, razdvajajući 61. armiju od 16. armije, koja nije sudjelovala u ofenzivnoj operaciji Ržev-Sičjovka. Njemačke snage prijetile su Bagramjanovom lijevom krilu pošto se brzo kretao svojim snagama da se sudari s njemačkim napredovanjem, te je konačno zaustavio njihov napredak 9. rujna.
Kako se ostatak bitaka na Istočnom bojištu uglavnom usredotočio na Staljingrad i njemačke pokušaje napredovanja prema Kavkazu, 16. armija nije bila pozvana na djelovanje do veljače 1943. Do tada je njemačka 6. armija, koja je opsjedala Staljingrad, bila okružena te se predala. Tada je 16. armiju činilo četiri divizije i jedna pješačka brigada, te su u sklopu novog napada, Bagramjanu dane dvije dodatne divizije, jedna pješačka pukovnija, četiri tenkovske brigade i nekoliko topničkih pukovnija.

### Kursk
Kako je Bitka za Staljingrad označila prekretnicu u ratu, njemačke snage su se reorganizirale za novi napad u ljeto 1943. s ciljem napadanja Kurska, sovjetsku izbočinu u Rusiji. Njemačko vrhovno zapovjedništvo raspoređivalo je veteranske postrojbe s ciljem uništenja izbočine, uključujući 9. armiju i II. oklopni korpus SS-a. STAVKA je već obavijestila o nadolazećoj ofenzivi, te je pozvala na napredovanje prema njemačkoj obrani smještenoj kod grada Kozelska, čime bi dalje napredovala prema jugu uz pomoć armija Središnjeg bojišta. Snage bi potom prešle na zatvaranje 121 km duge praznine koji bi učinkovito okužio Nijemce i zatvorio im protok pojačanju. To je bilo slično Operaciji Uran, gdje je sovjetska vojska okružila i tako uvela u zamku njemačku 6. armiju u Staljingradu.
Bagramjanova 11. gardijska armija, kako se preimenovala 16. armija, dobila je zadatak da sudjeluje u napadu te je dobila tri dodatne pješačke divizije i dva tenkovska korpusa, pa je činila snagu od petnaest divizija. No, Bagramjan je tvrdio STAVCI da je njezin plan previše smion u nadi za ponavljanjem uspješnog okruženja kao u operaciji Uran. Tvrdio je da bi njegove snage bile prerastegnute te bi tako bilo teško napadati okružene njemačke položaje u Bolhovu. Da bi izbjegao ponavljanje neuspjeha iz Harkiva od prošle godine, inzistirao je da 61. armija iz Brjanskog bojišta pomogne njegovu 11. gardijsku u uništenju njemačkih snaga u Bolhovu, čime bi uklonio zaštitu 9. armije sa sjevera. Javio se svom zapovjedniku bojišta Vasiliju Sokolovskom i zapovjedniku Brjanskog bojišta Maksu Rejteru, no obojica su odbacila njegov prijedlog. U travnju je STAVKA pozvala glavne zapovjednika bojišta i armija u Moskvu na obavještenje o pripremama za bitku. Unatoč protivljenju Sokolovskog i Rajtera, Bagramjan je predložio svoj alternativni plan Staljinu, koji se složio da je to ispravniji plan. Bagramjan je dobio dvadeset dana za pripremanje 11. gardijske armije, te je 24. svibnja izvjestio da su njegove snage pripravne. Sada je 11. gardijsku činilo 135 000 vojnika, 280 oklopnih vozila, 2700 topova i nekoliko stotina zrakoplova radi zračne podrške kopnenim snagama. Staljin je, međutim, osjećao da je potrebno daljnje iskušavanje njemačkih borbenih sposobnosti te je otkazao napad.
Na kraju su Nijemci bili ti koji su preuzeli inicijativu pokrenuvši Operaciju Citadel 5. srpnja u područjima oko Kurska. Njemački gubitci su u početcima bili veliki zbog sovjetskih obrambenih priprema. Uzimajući to kao prednost, Bagramjanove snage su 12. srpnja započele svoj napad, pod nazivom Operacija Kutuzov, te su ubrzo slomile njemačku obranu napredujući 72 km do 18. srpnja. Do 28. srpnja operacija je okončana uspješno, a Bagramjan je promaknut u čin generala pukovnika. Idući mjesec, njegove snage su sudjelovale u opsežnim tenkovskim napadima koji su odbacile njemačke napade i prisilile Njemačku da ostane u obrani do okončanja rata.

### Bjelorusija
Nakon završene operacije u Kursku, Sovjeti su započeli niz napada na raznim bojištima kako bi odbacili Nijemce iz okupiranih sovjetskih republika. U listopadu 1943., Bagramjanova 11. gardijska armija bila je premještena na 2. baltičko bojište koje je bilo usredotočeno na oslobođenja Bjelorusije i baltičkih republika. U studenome, Staljin je ponudio Bagramjanu dužnost vrhovnog zapovjednika Prvog baltičkog bojišta koje je imalo slične ciljeve kao i 2. baltičko bojište, no doslovce je pravilo proboj u svojim naporima za napredovanjem prema sjeveru.
Staljin je Bagramjanu dopustio da zadrži 11. gardijsku i predložio mu da general pukovnik Nikadr Čibisov, časnik pod kojim je služio, preuzme njegov položaj. Međutim, Bagramjan je izjavio kako ima loš odnos s Čibisovim te je iznistirao na imenovanju generala pukovnika Kuzme Galickog na mjesto zapovjednika 11. gardijske. Staljin je, shvativši da je Bagramjan ukazivao na nemogućnost harmonične suradnje između njih dvojice zbog sukoba časnika istog čina, pristao na Bagramjanov prijedlog i promaknuo ga u generala armije. Također je pristao da se Drugom baltičkom bojištu vrati tenkovski korpus i pješačka divizija koji su oduzeti 11. gardijskoj, povećavajući tako Bagramjanove snage na veličinu četiriju armija: 11. gardijske, 39., 43. i 4. udarne armije.
U zimu 1943., Bagramjanove snage napredovale su prema bjeloruskom gradu Vitebsku. Jedan od ključnih elemenata Bagramjanovog uspjeha bio je taj što su mnogi njegovi vojnici bili pripadnici veteranskih postrojbi obučenih u arktičkim regijama Sibira, što im je omogućilo da se lagano probijaju kroz utvrđene obrambene linije koje su Nijemci pripremali mjesecima. Među ključnim mjestima koja je trebalo zauzeti kako bi se stiglo do Vitebska bio je mali grad Haradok, koji je služio kao komunikacijsko središte koje su Nijemci snažno utvrdili. U kasnom prosincu, unatoč velikim obrambenim pripremama, Bagramjan je uspio iskoristiti teško topništvo i zračnu podršku sovjetskog zrakoplovstva kako bi bombardirao grad i pokrenuo napad u tri smjera s kopna. Njemački garnizon bio je osvojen, a do 24. prosinca predale su se dvije pješačke i jedna tenkovska divizija. U Moskvi je vijest o pobjedi u Haradoku obznanjena sa 124 topovska pucnja u čast Bagramjanu i Prvom baltičkom bojištu.
Staljin je 2. travnja 1944. prihvatio Bagramjanov zahtjev da rastereti postrojbe na bojištu od ofenzivnih dužnosti. Međutim, njemačke snage iskoristile su to kao prednost pokrenuvši novi napad protiv sovjetskih partizana u Bjelorusiji. Bagramjanovo više osoblje usmjerilo je zračnu podršku i drugu nužnu opskrbu kako bi pomogli partizanima, omogućivši većini njih da pobjeglu iz njemačkog okruženja. Napredovanjem sovjetskih snaga u Baltiku i Ukrajini, Njemačka Vojna skupina Centar uvelike je bila izolirana kako je STAVKA pripremala eliminaciju džepa (kojeg su činile 3. oklopna, 2., 4. i 9. armija) Plan STAVKE, poznat pod nazivom Operacija Bagration, bio je tajna za sve zapovjednike bojišta. Sam Bagramjan je o svojoj ulozi u napadu bio obavješten tek u svibnju 1944.
Operacija Bagration tražila je od Prvog, Drugog i Trećeg bjeloruskog i Prvog baltičkog bojišta da proguraju Vojnu skupinu Centar. Bagramjan je dobio zadatak da napadne snage u džepu, prijeđe rijeku Daugavu i, zajedno s Trećim bjeloruskim bojištem, očisti okružena područja Vitebska od njemačkih snaga. Iako je držao da su planovi Operacije Bagration razumni, brinuo se zbog mogućnosti njemačkog upada s Vojnom skupinom Sjever protiv njegovih snaga. Ponovno je od nadređenih, Žukova i Aleksandra Vasilijevskog, tražio da pomaknu 1. baltičko bojište zapadno kako bi pomogli u eliminiranju 3. oklopne armije, čime bi razdvojili Vojnu skupinu Sjever. Žukov i Vasilijevski prihvatili su Bagramjanov argument i predstavili ga Staljinu na sastanku 23. svibnja, koji je službeno odobrio plan zapovijedi od 31. svibnja.
Iako je Bagramjan smatrao prihvatljivim da trpi teške gubitke (kao i svi zapovjednici Crvene armije), bio je uznemiren s ogromnim gubitkom života kojeg su trpjele njegove snage. Međutim, pokušao je smanjiti gubitke primjenjujući element iznenađenja u svojim operacijama. U svojim pripremama za Operaciju Bagration, isplanirao je da 43. armija ide preko terenski zahtjevnih močvara i šipražja do desnog krila Vojne skupine Sjever. Time bi iznenadio Nijemce koji su očekivali da će se Sovjeti kretati prikladnijim terenom. Bio je u pravu. U ranom lipnju 1944., 43. armija uspjela je u svome napadu. Zapovjednik 43. armije Afanasij Beloborodov napisao je da su tijekom napada uhitili njemačkog generala koji je izjavio da su njemačke snage bile zaslijepljene napadajućim snagama.
Kako je Bagramjan napredovao prema Vitebsku, njegove su snage pomagali isti bjeloruski gerilci koji su pobjegli od njemačkog okruženja u travnju. Opskrbili su ga bitnim informacijama, uključujući i one o smještaju mostova i kretanju trupa, te su provodili napade na njemačke logističke putanje. Operacija Bagration počela je 22. lipnja 1944., dok se Bagramjan kretao zapadno, kako je ranije planirano. No, razmak na sjevernom krilu Bojišta bio je sve veći kako je napredovao, dok 2. baltičko bojište, zaduženo za obranu područja, nije sudjelovalo u akciji. Staljin je pristao na slanje tenkovskog korpusa kako bi pojačao Bagramjanove snage, no naredio mu je da oslobodi Polock, čime bi razdvojio komunikacijske linije Vojne skupine Sjever i otvorio prolaz prema središtu Baltika. Njegove su postrojbe do 3. srpnja uspjele izvršiti naređenja, uništile su 3. oklopnu armiju i zauzele Polock. Zbog zasluga odlikovan je naslovom heroja Sovjetskog Saveza 7. srpnja.

### Baltik
Nakon uspjeha sovjetskih snaga u Operaciji Bagration, Bagramjanovom Bojištu dodane su tri armije, dok je 4. udarnu armiju predao Drugom baltičkom bojištu. Nove armije bile su 39. (prethodno dio Trećeg bjeloruskog bojišta), 51. i 2. gardijska armija. STAVKA je naredila 1. baltičkom bojištu da krene zapadno kako bi spriječilo preostale snage Vojne skupine Sjever da pobjegnu u Njemačku. Unatoč ovome, Bagramjan je shvaćao da mnoge naredbe općeg karaktera koje dobije njemačka vojska daje Adolf Hitler, radije nego generalsko osoblje. Iako je znao da postoji mogućnost da bi se Nijemci mogli sukobiti s njim u litvanskom gradu Kaunasu, osjećao je da je vjerojatnije mjesto sukoba latvinski glavni grad Riga. Razgovarao je s Vasilijevskim, koji se složio glede promjene planova ako bi se njegova teorija i intuicija pokazali točnima.
Kako se 1. baltičko bojište počelo kretati prema Litvi i prema istočnoj Latviji, postalo je jasno da će Vojna skupina Sjever pokušati zaobići Bagramjanove snage kod Daugvapilsa, kako je i ranije predviđao. Vasilijevski se, održavajući obećanje, obratio Staljinu kako bi dopustio Bagramjanu da krene u Daugavpils, no Staljin je odbio. Vasilijevski je zauzvrat na svoju ruku dao odobrenje Bagramjanu da nastavi s planom. No, gubitkom 4. udarne armije, Bagramjan je ostao zakinut jer obećana mu 39. armija, ne samo da nije stigla, već je ostala na sedam divizija (usporedbe radi, 4. udarna je imala deset). Osjećajući da gubi vrijeme, nastavio je s planom s postrojbama koje je imao.
Bagramjanove su snage do 9. srpnja napravile značajne pomake u razdvajanju vitalnih puteva koji su povezivali Kaunas i Daugavpils. Iskorištavajući to, Bagramjan je surađivao s drugim zapovjednicima bojišta kako bi napao pozadinske postrojbe Vojne skupine Centar, no loša koordinacija između postrojbi dovela je do zastoja u napredovanju. Tada je Bagramjan shvatio da se njemačke snage najvjerojatnije ne će lako povući iz Baltika, pa bi buduće napredovanje prema Kaunasu bilo besmisleno. Predložio je STAVCI da pokrene opsežnu ofenzivu prema Rigi, no ona je to odbila, tvrdeći da bi u ofenzivi vojske Drugog i Trećeg baltičkog bojišta već odbacile Vojnu skupinu Centar u Prusku. No, Bagramjan ih je pokušao razuvjeriti navodeći brojčanu manjkavost snaga ovih dvaju bojišta, no odbijen je te mu je naređeno da napreduje prema putem koji spaja litvanski grad Šiauliai s Rigom, kojeg je konačno oslobodio krajem srpnja.
Oslobođenjem Šiauliaia, uvjerio je Vasilijevskog da dopusti njegovim snagama da napreduju prema Rigi, dobivši službeno odobrenje STAVKE u zapovijedi od 29. srpnja. Dan poslije njegove snage su konačno dosegnule primorski grad Tukums u blizini Riškog zaljeva, čime je odrezao 38 njemačkih pješačkih i oklopnih divizija u Lativiji. Zbog uspjeha u ovoj bitci po drugi put je odlikovan naslovom heroja Sovjetskog Saveza. Sovjetske su snage tijekom kolovoza zaustavile napad prema Rigi koncentrirajući se na zaustavljanje njemačkih napada. Konačno su 14. rujna 1944. 1., 2. i 3. baltičko bojište pokrenuli opsežnu ofenzivu s ciljem oslobađanja Rige, suprotstavljajući se žestokom njemačkom otporu. STAVKA je 24. rujna, dok su Bagramjanove snage bile 19 km od Rige, naredila njegovim snagama da napuste položaj i predaju ga Drugom i Trećem baltičkom bojištu, te da se regrupiraju i umjesto Rige napreduju prema Memelu. Bagramjan je napao Memel 5. listopada, a 10. listopada stigao je do samog grada, uspješno sprječavajući Vojnu skupinu Sjever da se povuče u Prusku.
Rane 1945., Bagramjanova je vojkska, pod ukupnim zapovjedništvom Vasilijevskog, sudjelovala u napredovanju u Istočnoj Pruskoj. Bagramjanovo 1. baltičko bojište je u travnju u Operaciji Samland, oslobodilo Königsberg (sada Kalinjingrad). Prihvatio je predaju njemačkih snaga zaostalih u Latviji 9. svibnja 1945., zarobivši, između drugog oružja, 158 zrakoplova, 18 000 vozila, 500 tenkova te napadačke topove.

## Karijera nakon Drugog svjetskog rata
Nakon rata, Bagramjan je ostao na dužnosti zapovjednika Baltičkog vojnog okruga, zapovjedajući operacijama protiv partizana u Litvi i Latviji. Imenovan je glavnim inspektorom Ministarstva obrane 1954. Iduće godine imenovan je zamjenikom ministra obrane s činom maršala Sovjetskog Saveza. Također je bio na čelu Vojne akademije generalskog osoblja i zapovjednik pričuvnih snaga Sovjetskih oružanih snaga.
Dosta vremena provodio je pišući članke u vojnim časopisima o sovjetskim strateškim operacijama. Najznačajniji spisateljski rad bilo mu je koautorstvo u djelu od šest tomova o sovjetskoj ulozi u Drugom svjetskom ratu – Veliki domovinski rat Sovjetskog Saveza (1941. – 1945.). U kolovozu 1967, Bagramjan je pratio generalnog sekretara Leonida Brežnjeva i predsjednika vlade Alekseja Kosigina u Sjeverni Vijetnam, gdje su se susreli s vijetnamskim vođama, gdje je, u ulozi vojnog savjetnika, pomogao u pregovaranju prijenosa logistike i oružja u Vijetnam tijekom Vijetnamskog rata.
Umirovio se 1968. Prvi tom svojih memoara – Ovako je počeo rat, objavio je 1971., a 1977. objavio je drugi tom – Tako smo otišli u pobjedu. Među drugim temama kojima se bavio u drugom tomu, analizirao je i skupe ofenzive Crvene armije u ranom razdoblju rata:
Bagramjan je 1980. objavio još jednu knjigu – Moji memoari, a imala je dva toma. Veliki dio knjige bio je posvećen armenskim problemima, uključujući i područjima Zapadne Armenije, pokolju Armenaca od strane Osmanlijskog Carstva i Armenskom genocidu, Osmanlijskoj invaziji Armenije i Bitci za Sardarapat, kao i drugim temama.
Maršal Bagramjan odlikovan je brojnim sovjetskim i stranim odlikovanjima zbog svoje službe, uključujući dva Reda heroja Sovjetskog Saveza, sedam Redova Lenjina, Red Oktobarske revolucije, tri Reda Crvene zastave, dva Reda Suvorova i Red Kutuzova. Između drugih pohvala, odlikovan je poljskim odlikovanjem Virtuti Militari, medaljom "Za pobjedu nad Njemačkom" te medaljom "Za pobjedu nad Japanom".

## Smrt
Nakon smrti maršala Vasilija Čujkova 18. ožujka 1982., Bagramjan je bio posljednji preživjeli maršal koji je vršio visoku dužnost u vrijeme Drugog svjetskog rata. Međutim, samo nekoliko mjeseci kasnije, 21. rujna 1982., Bagramjan je umro od bolesti s 84 godine, a pokopan je s vojnim počastima u Nekroplo u Kremljskoj zidini u Moskvi. Nekoliko gradova u Armeniji, vojna streljana, obučni most Armenske vojske, podzemna željeznica i ulica u glavnom armenskom gradu Erevanu, nose ime po njemu. Armenska Vlada je 11. svibnja 1997. izradila komemorativnu medalju 100. obljetnice maršala Bagramjana. Bila je dodijeljena pripadnicima oružanih snaga i civilima koji su sudjelovali u Drugom svjetskom ratu.
Prema sovjetskim zakonima, spomenik napravljen od bronce morao se podići u rodnom gradu nositelja dvaju Redova heroja Sovjetskog Saveza. Spomenik Bagramjanu koji je bio podignut u selu Çardaqlu uništili su Azeri kada je izbio Rat u Gorskom Karabahu. Grob Bagramjanovog brata Alekseja Hristoforoviča također je oskvrnjen u groblju Aleji časti, koji se nalazi u Bakuu, glavnom gradu Azerbajdžana.

## Počasti i nagrade
Sovjetski Savez
- Heroj Sovjetskog Saveza, dvaput (29. srpnja 1944. i 1. prosinca 1977.);
- Red Lenjina, sedam puta (29. srpnja 1944., 6. studenog 1945., 1. prosinca 1947., 2. prosinca 1957., 2. prosinca 1967., 1. prosinca 1972., 1. prosinca 1977.);
- Red Oktobarske revolucije (22. veljače 1968.);
- Red Crvene zastave, tri puta (6. studenog 1941., 30. studenog 1944., 17. svibnja 1951.);
- Red Suvorova, 1. stupnja, dva puta (27. kolovoza 1943., 19. travnja 1945.);
- Red Kutuzova, 1. stupnja (9. travnja 1943.);
- Red "Za službu Domovini u Oružanim snagama SSSR-a, 3. stupnja (30. travnja 1975.);
- Jubilarna medalja "U spomen stogodišnjice rođenja Vladimira Iljiča Lenjina";
- Medalja "Za obranu Kijeva";
- Medalja "Za pobjedu nad Njemačkom u Velikom domovinskom ratu 1941. – 1945.";
- Medalja "Za pobjedu nad Japanom";
- Jubilarna medalja "Dvadeset godina od pobjede u Velikom domovinskom ratu 1941. – 1945.";
- Jubilarna medalja "Trideset godina od pobjede u Velikom domovinskom ratu 1941. – 1945.";
- Medalja "Za uzeće Königsberga";
- Medalja "Veteran Oružanih snaga SSSR-a";
- Jubilarna medalja "XX godina radničke i seljačke Crvene armje";
- Jubilarna medalja "30 godina Sovjetske vojske i Mornarice";
- Jubilarna medalja "40 godina Oružanih snaga SSSR-a";
- Jubilarna medalja "50 godina Oružanih snaga SSSR-a";
- Jubilarna medalja "60 godina Oružanih snaga SSSR-a";
- Medalja "U spomen 1500. obljetnice Kijeva".

Strana odlikovanja
- Red Karla Marxa;
- Red Narodne Republike Bugarske, 1. stupnja;
- Viteški križ Reda Polonia restituta, dva puta;
- Red Suhbaatara;
- Medalja "30 godina Pobjede u Halhin-Golu";
- Medalja "50 godina Mongolske narodne revolucije";
- Medalja "30 godina pobjede u Japanu";
- Medalja "50 godina Mongolske narodne armije";
- Medalja "Kinesko-sovjetsko prijateljstvo"
- Čehoslovačka Medalja "Za jačanje prijateljstva u oružju".

Počasno osobno oružje
- Počasno oružje sa zlatnim državnim grbom SSSR-a (22. veljače 1968.);
- Damaški mač – dar armenskog naroda.

Bagramjanove nagrade čuvaju se u Središnjem muzeju Oružanih snaga.